# Hörförståelse (musikgrupp)
Hörförståelse är ett svenskt postpunkband som ursprungligen var verksamt i början av 1980-talet. Bandet fick senare skivkontrakt på det amerikanska bolaget Manufactured Recordings, som utgav ett samlingsalbum år 2016. Bandets historia skildras i dokumentären Sämsta bandet ever? av Tom Alandh.

## Diskografi
- 1980 – Förläst jävel (CTR), singel
- 2016 – Listening Comprehension 1980–1982 (Manufactured Recordings)